# Håkon (prénom)
Pour les articles homonymes, voir Håkon.
Håkon, également orthographié Haakon, est un prénom norvégien. Il est issu du prénom norrois Hákon, littéralement « fils élevé », composé de há- (haut, choisi, élevé) et -konr (fils, descendant, lignée),. Le patronyme norvégien Håkonsson signifie « fils de Håkon ».

## Personnalités
Le prénom Håkon a notamment été porté par huit rois de Norvège et par l'actuel prince héritier :
- Håkon Ier le Bon
- Håkon Magnusson
- Håkon II Herdebrei
- Håkon III Sverreson
- Håkon IV l'Ancien
- Håkon V Halleg
- Håkon VI Magnusson
- Håkon VII
- Håkon, prince héritier de Norvège

- Pour l'ensemble des articles sur les personnes portant ce prénom, consulter :
  - la liste des articles dont le titre commence par ce prénom
  - les listes produites par Wikidata : Liste des personnes de prénom « Håkon » — même liste en incluant les éventuels prénoms composés qui contiennent « Håkon ».

## Variantes
- Danois : Hakon, Hagen[3]
- Français : Haquin[4]
- Islandais : Hákon
- Latin : Haqvin, Haqvinus, Haquin, Haquinus
- Portugais : Haquino
- Suédois : Håkan[3], Haquon, Haquin
- Vieil anglais : Hacon[N 1],[5]
- Vieux russe : Якун (Yakun)